# Govern d'Archinard
Louis Archinard va governar el territori de l'Alt Senegal del 1888 al 1893 (excepte uns mesos entre 1891 i 1892) 
L'octobre de 1888, el cap d'esquadró Archinard, de l'artilleria de marina, que ja havia estat al territori, fou nomenat comandant superior en el lloc del tinent coronel Joseph Gallieni (vegeu govern de Gallieni i la seva biografia a Joseph Gallieni). A la seva arribada els tuculors de Ségou i Kaarta posseïen encara a la zona la fortalesa de Koundian a uns 60 km al sud de Bafoulabé i prop del riu Bafing. A més els tuculors havien instigat una revolta dels habitants del Bambouk i del Gangaran; i els bambares del Bélédougou, que acceptaven el protectorat francès, dubtaven en ser protegits quan veien com França signava acords amb Ahmadu Tall de Segu i amb Samori de Wassulu, que eren els seus enemics.
Ahmadu Tall havia signat amb França el tractat de Goury, però esperava el moment oportú per reprendre la guerra i mentre obstaculitzava l'avanç francès; va enviar el seu fill Madani a tranquil·litzar als francesos al mateix temps que buscava l'aliança amb Samori. Ahmadu controlava el pas del Níger cap a Macina, i els comerciants d'or del Bouré no podien viatjar als mercats d'aquesta ciutat. Madani no va oferir cap solució als francesos; mentre Samori enviava regals a Kaarta i a Segu (Ségou). Samori havia aspirat a fer de Ségou la seva capital, però la presència francesa ho va impedir. Ara es trobava tancat entre el rei Tieba de Sikasso (Kénédougou i el Canadougou) al nord-est i els francesos al nord-oest.
En aquesta situació Archinard va decidir liquidar el poder d'Ahmadu Tall, i per això va demanar la neutralitat de Samori. Fins aleshores els francesos feien un doble joc, ja que ajudaven al rei Tieba contra Samori i (a través del comandant de Siguiri) incitaven a la revolta a les poblacions de la dreta del Níger, però Archinard va considerar més prudent tenir bones relacions amb l'almamy i fins i tot buscar la seva aliança mitjançant la instal·lació d'un resident francès a la seva cort. Samori es va oposar a ambdues pretensions, fent la guerra inevitable. Archinard va autoritzar llavors l'enviament de subsidis a Tieba per tenir ocupat a Samori uns mesos mentre els francesos combatien a Ahmadu Tall.
Archinard va fer tres campanyes: 
- En la primera (1888-1889) es va destruir la fortalesa o tata tuculor de Koundian, retornant la confiança als aliats bambares del Bélédougou; després va entrar en negociacions amb Samori amb el que va signar el tractat de Niako que confirmava a França la sobirania dels territoris a l'esquerra del Níger des de Siguiri fins a les fonts del riu. La resistència local dels sofes va provocar una curta expedició que va sotmetre la província del Oulada i el país de Dinguiray.

- En la segona (1889-1890) aquest es va apoderar de Ségou i va aïllar al sultà a Kaarta, arrabassant-li dos centres de resistència importants: Ouossébougou i Koniakary.

- En la tercera (1890-1891) aquest va conquerir Kaarta i va rebutjar a Ahmadu Tall cap al desert; després va retornar a Ségou, va reprimir la revolte de la gent del Baninko que va aplanar conquerint la tata de Diena i va acabar la conquesta de la regió.

Després es va girar contra Samori, i el va derrotar en diversos combats a les ribes del riu Milo ocupant Kankan, arrabassant així a l'almamy una part del seu imperi i impedint-li accedir a la riba esquerra del Milo; a la tornada va annexionar el Dinguiray tallant tot contacte entre Samori i el Futa Djalon.
D'altra part, segon el pla elaborat, Archinard va enviar al tinent de vaixell Jayme en missió a Tombuctú per establir relacions comercials amb la zona; i al bucle del Níger va enviar a Sikasso al capità Quiquandon i al doctor Crozat i després al tinent Marchand per estendre la influència francesa als dominis del rei Tieba i preparar les vies d'accés cap al país dels mossis i regions veïnes.
Davant els fets consumats Anglaterra i Alemanya van reconèixer la sobirania francesa al bucle del Níger a canvi del lliure accés per les tres potències. El comandant Monteil va fer aquest acord efectiu recorrent el país fins a Say i més enllà, cap al Txad. El territori va esdevenir el Sudan Francès el 1890 i es va convertir en colònia separada el 1892.